# سوني فرانكو
سوني فرانكو (بالإنجليزية: Sunny Franco)‏ (10 يونيو 1997 بأستراليا - ) هي لاعبة كرة قدم أسترالية في مركز الوسط. لعبت مع Brisbane Roar FC (women) ‏ وسيدني إف سي ‏.

## وصلات خارجية
- سوني فرانكو على موقع قاعدة بيانات كرة القدم.إي يو (الإنجليزية)
- سوني فرانكو على موقع Soccerway.com (الإنجليزية)